# 71a Brigada Mixta (Exèrcit Popular de la República)
La 71a Brigada Mixta va ser una unitat de l'Exèrcit Popular de la República que va participar en la Guerra Civil Espanyola. Durant la major part de la contesa va estar desplegada en el front de Guadalajara, on va tenir un paper poc actiu.

## Historial
La unitat va néixer el gener de 1937 a partir de la militarització dels batallons de milícies «Espartaco», «Apoyo» o «Alicante Rojo», constituint-se en el seu lloc la 71a Brigada Mixta. La unitat va ser enquadrada en la 12a Divisió i enviada al sector de Torija en el front de Guadalajara. Al començament de març, després de l'atac del CTV en aquesta zona, la 71a BM va intervenir de ple en la batalla de Guadalajara; davant l'embranzida enemiga, el 8 de març el seu batalló «Alicante Rojo» va haver de retirar-se fins al km. 103 de la carretera N-II. Durant aquells combats la brigada va sofrir greus pèrdues —els batallons 281è i 282è van sumar més de sis-centes baixes.
Després dels combats la unitat va ser retirada a Madrid per a ser sotmesa a una reorganització. Va arribar a estar agregada breument a les divisions 11a i 17a, si bé tornaria a la 12a Divisió. La 71a Brigada Mixta va romandre durant la resta de la guerra en el front de Guadalajara, i es va autodissoldre el 27 de març de 1939.

## Publicacions
La brigada editava una publicació, Alicante Rojo, dirigida per Juan Francisco Alted.

## Comandaments
Comandants
- Comandant d'infanteria Eduardo Rubio Funes;[6]

Comissaris
- Antonio Barea Arenas, de la CNT;[7]
- Carlos Codes Guerra;

Cap d'Estat Major
- Capità de milícies José M. Navarro Abad;